# 安陽號驅逐艦
安陽號驅逐艦（英語：An Yang，舷號：DD-918），為中華民國海軍的陽字號驅逐艦之一，為美援艦艇之一，前身為美國海軍弗萊徹級驅逐艦金伯利號（英語：USS Kimberly (DD-521)），安陽軍艦為換裝武進一型作戰系統並成為飛彈驅逐艦的9艘陽字號之一。

## 艦歷
1942年，開工造艦。
1943年，正式編入太平洋艦隊服役。其曾參加貝里琉戰役、沖繩島戰役、韓戰等一系列戰役。
1967年，美軍將其移交中華民國海軍，並由海軍副總司令俞柏生中將代表接收，由首任艦長卓祖馨上校率官兵至古巴的美國海軍關塔那摩灣海軍基地接受軍事訓練，初舷號為DD-18。
同年11月2日上午返抵左營海軍基地納編服役用。
1981年6月29日，在海軍第一造船廠實施復陽計劃及武進一號工程成為飛彈驅逐艦。
1999年9月16日，於高雄新濱碼頭除役。
2003月10月14日，在漢光演習擔任靶艦被海龍號潛艇發射魚雷擊中沉沒。

## 歷任艦長
| 順序   | 姓名   | 軍銜 | 上任日期       | 卸任日期       |
| ------ | ------ | ---- | -------------- | -------------- |
| 1      | 卓祖馨 | 上校 | 1967年2月1日   | 1968年10月2日  |
| 2      | 邱華谷 | 上校 | 1968年10月2日  | 1969年8月9日   |
| 3      | 陳連生 | 上校 | 1969年9月27日  | 1971年3月8日   |
| 4      | 周愈燔 | 上校 | 1971年3月8日   | 1972年4月1日   |
| 5      | 梁純錚 | 上校 | 1972年4月1日   | 1973年4月30日  |
| 6      | 陳奮蜚 | 上校 | 1973年4月30日  | 1974年10月18日 |
| 7      | 劉伯涵 | 上校 | 1974年10月18日 | 1976年1月28日  |
| 8      | 韓德安 | 上校 | 1976年1月28日  | 1977年8月8日   |
| 9      | 陳潔塵 | 上校 | 1977年8月8日   | 1979年2月6日   |
| 10     | 劉容玉 | 上校 | 1979年2月6日   | 1980年11月11日 |
| 11     | 盧賡熙 | 上校 | 1980年11月11日 | 1982年6月8日   |
| 12     | 易康鼐 | 上校 | 1982年6月8日   | 1983年9月14日  |
| 13     | 蔡令權 | 上校 | 1983年9月14日  | 1984年12月30日 |
| 14     | 郭義忠 | 上校 | 1984年12月30日 | 1986年4月28日  |
| 15     | 馬保玉 | 上校 | 1986年4月28日  | 1987年9月11日  |
| 16     | 楊文亮 | 上校 | 1987年9月11日  | 1988年11月29日 |
| 17     | 林伯驎 | 上校 | 1988年11月29日 | 1990年3月24日  |
| 18     | 姚智耀 | 上校 | 1990年3月24日  | 1991年6月6日   |
| 19     | 藍汝誠 | 上校 | 1991年6月6日   | 1992年7月16日  |
| 20     | 許綿延 | 上校 | 1992年7月16日  | 1993年11月16日 |
| 21     | 許保仁 | 上校 | 1993年11月16日 | 1994年9月10日  |
| 22     | 陳永康 | 上校 | 1994年9月10日  | 1994年12月29日 |
| 23     | 李孟如 | 上校 | 1994年12月29日 | 1995年11月11日 |
| 24     | 陸經緯 | 上校 | 1995年11月11日 | 1996年8月14日  |
| 25     | 牛建民 | 上校 | 1996年8月14日  | 1997年11月17日 |
| 26     | 胡克勇 | 中校 | 1997年11月17日 | 1999年4月23日  |
| 27     | 李恆文 | 中校 | 1999年4月23日  | 1999年9月16日  |
| 來源： |        |      |                |                |

## 其他條目
- 中華民國海軍艦艇列表
- 丹陽號驅逐艦
- 慶陽號驅逐艦
- 洛陽號驅逐艦
- 遼陽號驅逐艦
- 瀋陽號驅逐艦
- 德陽號驅逐艦

## 資料來源
1. 1 2  .   [2019年6月25日]. （原始内容存档于2017年9月13日） （中文）.
2. 1 2 3  .   [2019年6月25日]. （原始内容存档于2020年8月7日） （中文）.

## 外部連結
- 中國軍艦博物館 台灣廳（页面存档备份，存于）